# Berner (Ratsherrngeschlecht)
Die Familie Berner war ein Dresdner Ratsherrengeschlecht, welches im 14. Jahrhundert zu den einflussreichsten Patrizierfamilien der Stadt gehörte. Mehrere Mitglieder waren als Bürgermeister und Stadtschreiber tätig. Nach dieser Familie ist die Bernerstraße im Stadtteil Kleinpestitz benannt.

## Bedeutende Mitglieder

### Theodericus Berner
Theodericus Berner ist erstmals in einem Verzeichnis der Dresdner Ratsmitglieder von 1301 genannt. 1303 wird er als magister civium (Bürgermeister) erwähnt, 1307 erneut als Ratsmitglied (Theodericus dictus Berner). Im Folgejahr taucht auch sein Sohn Hannes in städtischen Urkunden auf. 1308 überließ Theodoricus Berner 1 Pfund jährlichen Zinses aus dem ihm zu Lehen überlassenen Ort Grumbach im Falle seines Todes dem „Hl. Kreuz“ (Kreuzkirche) zu einem Seelgeräte.

### Ditherich Berner
Im Jahr 1308 ist erstmals ein Her Ditherich Berner im Verzeichnis der Dresdner Ratsmitglieder zu finden. Aus diesem Jahr stammt die erste vollständige Namensliste des Rates, dem neben dem Bürgermeister 11 Ratsherren und 7 Schöffen angehören. 1309 wird er erneut als Dytherich Berner genannt. Der Archivar Otto Posse erwähnt in seiner Arbeit über die Dresdner Stadt- und Ratsverfassung im Mittelalter Dietrich Berner als Bürgermeister in den Jahren 1303, 1308, 1309 und 1315. Unklar bleibt dabei, ob es sich bei den Ratsmitgliedern Theodericus Berner und Ditherich Berner um dieselbe Person handelt. In jüngeren Publikationen werden beide getrennt aufgeführt.

### Peter Berner
Peter Berner (auch Petir Bernher) war von 1380 bis 1395 Stadtschreiber von Dresden und übte ab 1396 das Amt des Bürgermeisters aus.
Als erster namentlich nachweisbarer Stadtschreiber (Notarius) wurde er 1380 in sein Amt berufen. Ihm oblagen als wohl einzigem Gelehrten des Rates alle schriftlichen Arbeiten. Dafür erhielt er 6 Schock Groschen sowie freie Wohnung und die Befreiung von allen Steuern. Zusätzlich wurden ihm seine Auslagen für den Bedarf der Kanzlei und anfallende Reisekosten erstattet. Einen Zusatzverdienst brachte das Ausschreiben von Gerichtsurteilen ein. Zu seinen Arbeiten gehörte das Verfassen der „Dresdner Willkür“, einer Ende des 14. Jahrhunderts erlassenen städtischen Rechtssatzung. Als Willkür wurde bis in das 18. Jahrhundert eine Sammlung von Rechtsvorschriften bezeichnet.
Peter Berner trat auch als Stifter in Erscheinung. So stiftete er unter anderem im Jahr 1380 Braupfannen für das Dresdner Maternihospital sowie gemeinsam mit seiner Frau Barbara einen Marienaltar für die Kreuzkirche. 1402 verstarb er.